# Мехабад (Исфахан)
Мехаба́д (перс. مهاباد‎) — город в центральном Иране, в провинции Исфахан. Входит в состав шахрестана Эрдестан.

## География
Город находится в центральной части Исфахана, на расстоянии приблизительно 95 километров к северо-северо-востоку (NNE) от Исфахана, административного центра провинции и на расстоянии 240 километров к юго-юго-востоку (SSE) от Тегерана, столицы страны. Абсолютная высота — 999 метров над уровнем моря.

## Население
По данным переписи, на 2006 год численность населения города составляла 4081 человека.

## Транспорт
Ближайший аэропорт расположен в городе Кашан.